# Ilchom-Theater
Das Ilchom-Theater (russisch Ильхом театр Марка Вайля, Transkription Ilchom teatr Marka Wailja, wiss. Transliteration Il'chom teatr Marka Vajlja; usbekisch Ilhom; englisch The Ilkhom theatre of Mark Weil) ist ein international aktives, vorwiegend russischsprachiges Theater in der usbekischen Hauptstadt Taschkent. Es besteht seit 1976 und ist nach seinem Gründer und langjährigen Leiter Mark Weil (1952–2007) benannt.

## Geschichte
Mark Weil gründete das Theater 1976 mit einer Gruppe von Absolventen des Instituts für Theater und Kunst in Taschkent, das damals noch als Hauptstadt der Usbekischen SSR Teil der Sowjetunion war. Das Ensemble bestand aus Mitgliedern, die sich dem Improvisationstheater verschrieben hatten. Die Gruppe galt als eines der ersten nicht-staatlichen professionellen Theater der Sowjetunion. Ursprünglich nannte sich das Ensemble ЭСТМ „Ильхом“ und umfasste Schauspieler, Künstler, Musiker und Theaterkritiker. Die Abkürzung ЭСТМ steht für Experimental-Studio der Theater-Jugend (экспериментальная студия театральной молодежи). Das usbekische Wort Ilhom wiederum, angelehnt an den arabischen Begriff إلهام / ilhām, steht für Inspiration, Eingebung.
Die Geschichte des Theaters begann mit Maskhoroboz-76, einem komödiantischen Stück in der Tradition zentralasiatischer Straßentheater. Das Theater spielte Autoren wie Alexander Wampilow, Semjon Slotnikow, Scharaf Baschbekow, Tschingis Gusseinow und Ljudmila Rasumowskaja. In den Jahren 1986 bis 1989 folgte eine Phase mit pantomimischen Stücken wie Ragtime for Clowns, Clomadeus und Petrushka.
Bereits zu Sowjetzeiten hatte sich das Theater fernab von Moskau einen Status erspielt, den Experten als „Aura des Oppositionellen“ („aura of opposition“) beschrieben. 1989 gab sich das Ensemble den neuen Namen Ilchom-Theater und gründete neben dem Aufführungsbetrieb eine eigene Theaterschule.

## Nach 1991
In der Zeit nach der Unabhängigkeit Usbekistans 1991 baute das Ensemble seine experimentelle Haltung aus. Das 1992 in der Theaterschule entstandene Stück The Happy Beggars (Die glücklichen Bettler), eine Fantasie über Samarkand nach einem Märchendrama von Carlo Gozzi, kombinierte Commedia dell’arte mit usbekischer Mashkoroboz-Komödie und markierte einen Neubeginn, auch in seiner Kulturen übergreifenden Viersprachigkeit (Russisch, Usbekisch, Italienisch, Jiddisch). Die Spielpläne gründeten sich auf das klassische Repertoire, präsentierten dies aber häufig in ungewöhnlichen Bearbeitungen. Zu den prägenden Produktionen zählten u. a. Flüge des Mashrab über den gleichnamigen usbekischen Mystiker des 17. Jahrhunderts, Unleashed Romance nach Eugen Onegin von Alexander Puschkin, The laboratory of Dr. Chekhov nach frühen Komödien von Anton Tschechow, What happened at the zoo? nach Dramen von Edward Albee, Kunst von Yasmina Reza und Tortilla Flat als musikalische Bearbeitung nach John Steinbeck. In Adaptionen wie Imitations of Quran nach Puschkin, Salome nach Oscar Wilde, Ekstase mit Granatapfel über einen zum Sufismus konvertierten Maler und Weißer weißer schwarzer Storch nach Motiven des usbekischen Autors Abdulla Qodiriy griff das Ilchom-Theater auch Themen wie Identität, Religion und Homosexualität auf.
Im September 2007, nach der Generalprobe zur Premiere der Orestie nach Aischylos, wurde Mark Weil mit dem Messer attackiert und starb an den Folgen dieses Mordanschlags. Die dem Islamismus zugeordneten Täter wurden 2010 zu langjährigen Haftstrafen verurteilt. Nach dem Anschlag beschloss das Ensemble, das Theater zum Gedenken an den Gründer und langjährigen Leiter umzubenennen in Ilchom – The Ilchom Theatre of Mark Weil. Die künstlerische Leitung übernahm der Schauspieler Boris Gafurow.

## Internationale Gastspiele
Ab den 1990er Jahren baute das Ilchom-Theater seinen internationalen Ruf auch im Westen aus und gastierte bis heute (Stand 2022) bei über 40 Theaterfestivals in rund 25 Ländern wie Österreich, Bulgarien, Deutschland, Italien, Niederlande, Dänemark, Norwegen, Irland, USA, Russland, Japan, Frankreich und Polen. Zu den Höhepunkten zählten regelmäßige Auftritte bei den Ruhrfestspielen Recklinghausen, mehrfache Gastspiele beim Festival Theaterformen in Niedersachsen und in Taschkents US-Partnerstadt Seattle sowie eine sechswöchige Tournee durch die Vereinigten Staaten mit Stationen in New York und San Francisco.

## Gegenwart
Das Ilchom-Theater konnte sich nach 2007 in einem längeren Prozess neu formieren und mit Boris Gafurow an der Spitze konsolidieren. 2011 wurde es mit dem niederländischen Prinz-Claus-Preis ausgezeichnet: Das Theater, hieß es in der Begründung, verbinde östliche und westliche Kulturen, verkörpere Diversität und Toleranz.
Zusätzlich zum Aufführungsbetrieb veranstaltet das Ilchom-Theater auch Theater- und Musik-Festivals, Rock- und Jazzkonzerte. Es unterhält zudem ein Labor für junge zentralasiatische Regisseure und kooperiert mit dem Ensemble Omnibus, das Gegenwartsklänge mit usbekischen Musiktraditionen verbindet. Gefördert u. a. vom Goethe-Institut, erfüllt das Theater auch Funktionen darüber hinaus, gilt als „Kulturzentrum mit Musik und Ausstellungen, pädagogischen und sozialen Projekten“.
2020 war das Theater erneut in seinem Fortbestand gefährdet. In einem Schreiben vom Februar 2020 wurde das Ensemble, beheimatet in einem Betonbau aus sowjetischer Zeit, aufgefordert, sein seit 44 Jahren angestammtes Domizil zu räumen, da dort ein neues, sechsstöckiges Geschäftszentrum geplant sei. Die daraufhin gestartete Aktion #Saveilkhom hatte Erfolg, das Theater konnte seinen Spielort behalten.

## Auszeichnungen
- 2011: Prinz-Claus-Preis